# Op-ed
Op-ed, abreviatura del inglés opposite the editorial page —[página/columna] opuesta al editorial—, es un artículo de opinión de un escritor destacado que usualmente no pertenece al comité editorial del periódico. Son diferentes a los editoriales, los cuales no van firmados y son escritos por miembros del comité editorial.
Aunque las páginas editoriales han sido impresas por los diarios desde hace varios siglos, el antecesor directo de las páginas op-ed modernas fue creado en 1921 por Herbert Bayard Swope de The New York Evening World. Cuando asumió el puesto de director en 1920, se percató de que la página opuesta a los editoriales era «un espacio para críticas literarias, notas sociales, y obituarios».
Pero Swope solo incluía opiniones de empleados de su periódico, y la primera página op-ed moderna, aquella en la que escriben colaboradores externos al periódico, tuvo que esperar su lanzamiento hasta 1970, bajo la dirección de John B. Oakes, en ese entonces editor de The New York Times.
A partir de los años 1930, la radio comenzó a amenazar la prensa escrita, un proceso que luego sería acelerado tras el surgimiento de la televisión. Para combatir esto, grandes periódicos como The New York Times y The Washington Post comenzaron a incluir periodismo más subjetivo y de opinión, añadiendo más columnas y aumentando sus páginas de op-ed.